# Карнисъярви
Карнисъярви — пресноводное озеро на территории Кестеньгского сельского поселения Лоухского района Республики Карелии.

## Общие сведения
Площадь озера — 3,2 км², площадь водосборного бассейна — 13,9 км². Располагается на высоте 233,9 метров над уровнем моря.
Форма Карнисъярви лопастная, продолговатая: оно почти на пять километров вытянуто с северо-запада на юго-восток. Берега изрезанные, каменисто-песчаные, местами заболоченные.
Из залива в южной части Карнисъярви берёт начало река Варака, впадающая в Пяозеро.
В озере расположено не менее пяти небольших безымянных островов, рассредоточенных по всей площади водоёма.
У северо-западной оконечности Карнисъярви проходит автодорога местного значения, ответвляющаяся от трассы 86К-127 («Р-21 „Кола“ — Пяозерский — граница с Финляндской Республикой»).
Населённые пункты вблизи водоёма отсутствуют.
Код объекта в государственном водном реестре — 02020000411102000000537.